# 国家学会
国家学会（こっかがっかい）は、1887年（明治20年）2月に設立された帝国大学法科大学（東京大学法学部の前身）の研究団体。

## 概要
機関誌として『国家学会雑誌』を発行し現在に至っている。

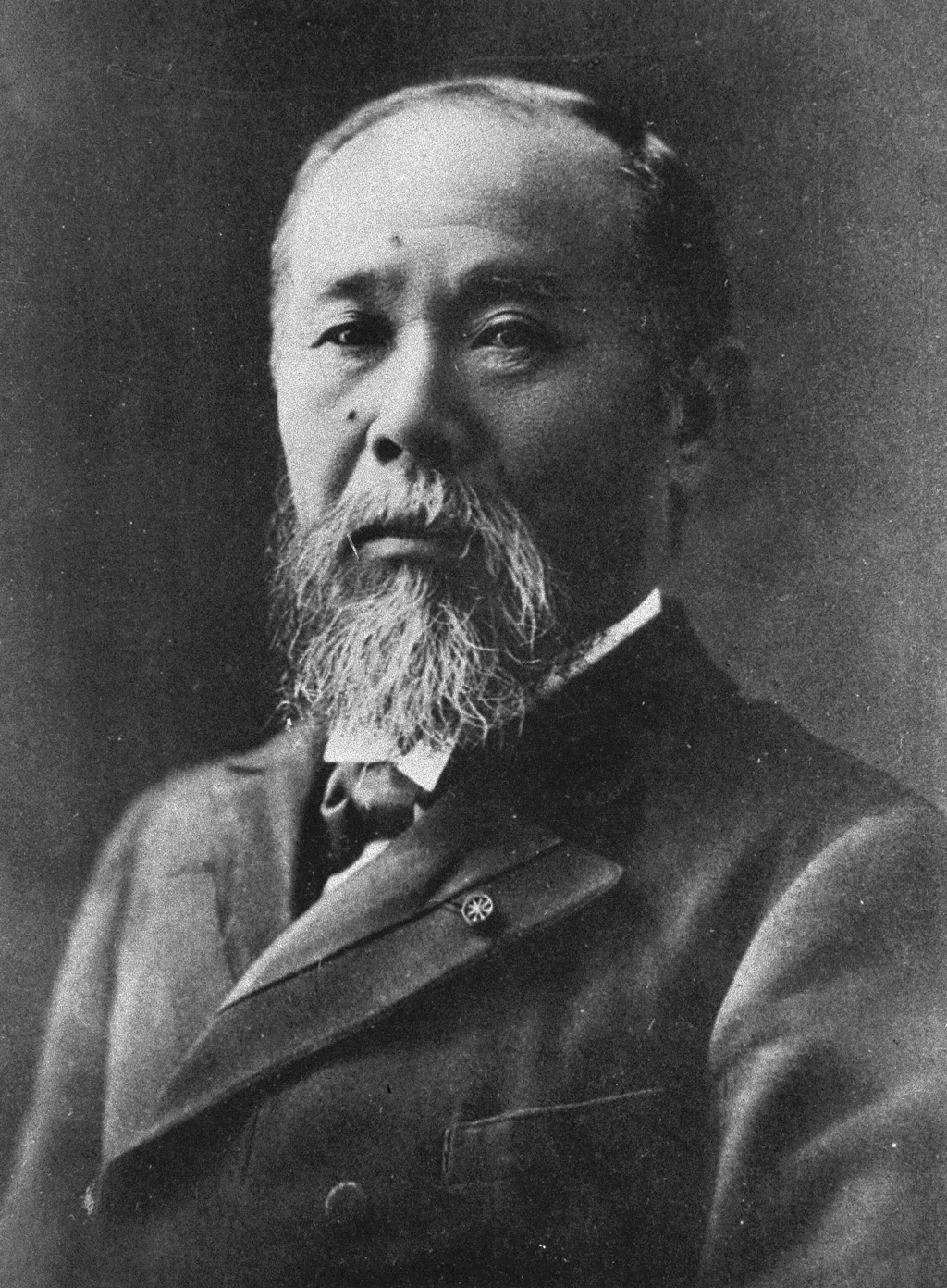
伊藤博文 / 国家学会の発足に大きな役割を果たした。

## 沿革

### 「政治学科」の自立
国家学会設立の背景には、近代日本の学問研究における「政治学」の自立が大きく関わっている。すなわち、明治初期、唯一の大学であった（旧）東京大学（法・文・理・医4学部で構成）において、政治学の専攻部門は「政治学理財学科」として経済学とともに文学部に管轄されていたが、1885年12月法学部に移管、さらに翌1886年3月の帝国大学令公布により帝国大学法科大学の「政治学科」として改編された。これにともない政治学の研究は従来所属していた「文学会」から分離し1887年2月「国家学会」として独立、ついで翌3月には機関誌『国家学会雑誌』を創刊した。

### ドイツ学の覇権
しかし学会設立の要因に際しては、先述のような東京大学内部の事情のみならず、当時憲法草案をほぼ完成していた伊藤博文が渡辺洪基（総長）に対し「大（おおい）ニ国家学ノ研究ヲ振興シ、普（あまね）ク国民ヲシテ立憲ノ本義ト其運用トヲ知ラシムルコトガ極メテ必要デアル」と助言したこと大きく関わっている。つまり、明治十四年の政変の結果、英米系および仏系の法学が官立学校から排除され、これらの拠点が私立の法律学校にシフトしたことから、政府は私学に対抗し官学（＝東大）をドイツ系法学・国家学の砦にしようとしたのである（阪谷芳郎の回想によれば、この点に関連して、当時「政府当局者が自由思想を抑圧し独逸系の国家学説を我邦に注入せんと試みんとするもの」という憶測が流れていた）。そのため国家学会の発足は、一般に「日本のアカデミズムにおけるドイツ学優位の確定」（石田雄）として位置づけられている。

### 「純学理」の研究へ
以上のような事情から発足当初の学会は、学外の政治家・官僚との結びつきが強く、会員には学者・大学教官のみならず、伊藤のほか大隈重信・井上馨・井上毅・渋沢栄一など「国家学専門ノ名士ニシテ本会ノ目的ヲ協賛スル」学外著名人も含まれていた。この結果として学会内には、運営について憲法を中心とする国家学・ドイツ学の啓蒙普及を重視する一派と、それに反対し「純学理」を重んじる一派が存在していた。しかし次第に後者のグループ（小野塚喜平次ら）が大勢を占めるようになり、国家学会は東大法科（法学部）内部の公法学・政治学・経済学の研究者団体（その後さらに経済学プロパーの団体として社会政策学会が分化）に純化した。1943年に財団法人化し現在に至っている。

## 活動
先述の伊藤との関係により、1889年には大日本帝国憲法と皇室典範（1889年～1947年）の公式解説書たる『憲法義解及皇室典範義解』の版権が、著者の伊藤から学会に寄贈され、同年に学会から公刊され基本財産となった。刊行物としては創立30周年記念出版の『明治憲政経済史論』（1919年）、50周年記念の『国家学論集』（1937年）、戦後に刊行された『新憲法の研究』（1947年）、100周年記念の『国家と社会』（1987年）などがあるが、最近は機関誌『国家学会雑誌』の刊行が中心になっている。